# Hénon (métro de Lyon)
Hénon est une station de métro française de la ligne C du métro de Lyon, située boulevard des Canuts au croisement avec la rue Hénon dans le quartier de la Croix-Rousse dans le 4e arrondissement de Lyon, préfecture de la région Auvergne-Rhône-Alpes. Elle est la station qui marque la limite entre la section exploitée en double voie et le tronçon exploité en voie unique jusqu'à Cuire.
Elle est mise en service en 1984, lors de l'ouverture à l'exploitation du prolongement au nord de la ligne C jusqu'à Cuire.

## Situation ferroviaire
La station Hénon est située sur la ligne C du métro de Lyon, entre les stations Croix-Rousse et Cuire.

## Histoire
La station « Hénon » est mise en service le 10 décembre 1984, lors du prolongement de la ligne C de la station de Croix-Rousse à celle de Cuire. 
Elle est construite dans un chantier à ciel ouvert boulevard des Canuts au croisement avec la rue Hénon (nommée ainsi en hommage à Jacques-Louis Hénon, ancien maire de Lyon). Elle est édifiée suivant le plan général type des premières stations construites, deux voies encadrées par deux quais latéraux. Il n'y a pas de personnel, des automates permettent l'achat et d'autres le compostage des billets.
Elle se situe sous l'emplacement des voies de l'ancienne ligne de Lyon-Croix-Rousse à Trévoux, à hauteur de l'ancienne gare marchandise de Lyon-Croix-Rousse 2, aujourd'hui remplacée par les ateliers de la ligne C, et des immeubles d'habitation.
La station est équipée d'ascenseurs pour l'accès aux personnes à mobilité réduite depuis 2003 et de portillon d'accès depuis le 11 octobre 2005.

## Service des voyageurs

### Accueil
La station compte cinq accès, répartis aux quatre coins de la station : deux à l'ouest pour la direction de Cuire et trois à l'est pour la direction d'Hôtel de Ville - Louis Pradel. Elle dispose dans chacun des accès de distributeur automatique de titres de transport et de valideurs couplés avec les portillons d'accès.

### Desserte
Hénon est desservie par toutes les circulations de la ligne.

### Intermodalité
La station est directement desservie par les lignes d'autobus 2 et S4A/B du réseau Transports en commun lyonnais (TCL) ainsi qu'à distance à l'ouest par la ligne de trolleybus C18, à l'arrêt Hénon - Deleuvre.
Outre les rues et places avoisinantes, elle permet de rejoindre à pied différents sites, notamment : la salle de « La Ficelle », l'hôpital de la Croix-Rousse, le parc Francis-Popy, le jardin Rosa Mir, le gymnase Hénon et la cité scolaire Antoine de Saint-Exupéry.

## Œuvre d'art
La station compte une œuvre d'art décorant les piliers de la station.
Il s'agit de l'œuvre baptisée « Panneaux de mosaïque et fragments de fresques gallo-romaines » réalisée par Claude Cognet mélangeant des motifs inspirés des mosaïques gallo-romaines et de carrelages modernes.